# Emma Rott
Emma Rott (* 25. Juli 1847 in Bern; † 31. Mai 1904 ebenda) war eine Schweizer Lehrerin und Redaktorin.

## Leben und Werk
Emma Rott war die Tochter des Notars und Rechtsagenten Daniel Abraham Rott und der Albertine Rott, geborene Gribi. Ihr Bruder war Emil Rott.
Emma Rott bestand 1868 das Sekundarlehrerinnenexamen und wurde in Thun zur Lehrerin gewählt.
Wegen ihrer angeschlagenen Gesundheit musste sie die Stelle bald aufgeben. 1883 nahm sie die Lehrtätigkeit wieder auf und unterrichtete bis 1896 an der städtischen Mädchensekundarschule in Bern. In diesen Jahren lebte sie bei der Familie von Otto Sutermeister.
Als es Emma Rott gesundheitlich wieder schlechter ging, entschloss sie sich, das Lehramt niederzulegen und sich ganz ihrer schriftstellerischen Tätigkeit zu widmen. So führte sie die Redaktion der neugegründeten Schweizerischen Lehrerinnen-Zeitung bis zu ihrem Tod.